# Броненосці типу «Арканзас»
Броненосці типу «Арканзас» — тип, який складався із двох казематних броненосців, замовлених ВМС Конфедеративних Штатів у 1861 році для бойових дій на Міссісіпі та її притоках під час Громадянської війни в США. Встигли добудувати лише один корабель, який взяв участь у бойових діях під час облоги Віксбурга.  

## Кораблі
| Назва судна   | Будівельник                     | Закладений        | Спущений на воду    | Введений в експлуатацію | Доля                                                   |
| ------------- | ------------------------------- | ----------------- | ------------------- | ----------------------- | ------------------------------------------------------ |
| CSS Arkansas  | Джон. Т. Ширлі, Мемфіс, Теннесі | Жовтень 1861 року | 22 квітня 1862 року | 26 травня 1862 року     | Знищений, щоб запобігти захопленню, 6 серпня 1862 року |
| CSS Tennessee | Джон. Т. Ширлі, Мемфіс, Теннесі | Жовтень 1861 року | Н/Д                 | Н/Д                     | Спалений, щоб запобігти захопленню, 5 червня 1862 року |